# Kohanivka, Polonne
Kohanivka (în ucraineană Коханівка) este un sat în comuna Velîki Kalenîci din raionul Polonne, regiunea Hmelnîțkîi, Ucraina.

## Demografie
Componența lingvistică a localității Kohanivka
     Ucraineană (99,79%)
Conform recensământului din 2001, majoritatea populației localității Kohanivka era vorbitoare de ucraineană (99,79%), existând în minoritate și vorbitori de alte limbi.